# Bevinhal, Gangawati
Bevinhal là một làng thuộc tehsil Gangawati, huyện Koppal, bang Karnataka, Ấn Độ.